# Moralija
Marali en albanais et Moralija en serbe latin (en serbe cyrillique : Моралија) est une localité du Kosovo située dans la commune/municipalité de Rahovec/Orahovac et dans le district de Prizren/Prizren. Selon le recensement kosovar de 2011, elle compte 1 137 habitants, dont une majorité d'Albanais.
Selon le découpage administratif du Kosovo, la localité fait partie de la commune/municipalité de Malishevë/Mališevo. En 2011, le village de Gajrak, autrefois rattaché à Marali/Moralija, était recensé à part ; il comptait 289 habitants, tous Albanais,.

## Démographie

### Évolution historique de la population dans la localité
| 1948 | 1953 | 1961 | 1971 | 1981 | 1991  | 2011  |
| ---- | ---- | ---- | ---- | ---- | ----- | ----- |
| 461  | 480  | 540  | 739  | 985  | 1 320 | 1 137 |

|  |